# Hesperidin
Hesperidin là một flavanon glycosid (flavonoid) (C28H34O15) có nhiều trong các loại quả có múi (chi Cam chanh). Dạng aglycon của hesperidin được gọi là hesperetin.
Tên gọi hesperidin bắt nguồn từ Hesperides trong thần thoại Hy Lạp. Hesperidin đóng vai trò quan trọng đối với một số loài thực vật, là chất chống oxy hóa Trong dinh dưỡng người, chất này giúp bảo vệ các mạch máu. 
Một số nghiên cứu cho thấy hesperidin làm giảm cholesterol và huyết áp trên chuột.